# 小行星13752
小行星13752（13752 Grantstokes）是一颗绕太阳运转的小行星，为主小行星带小行星。该小行星于1998年9月17日发现。

## 轨道参数
小行星13752的轨道半长轴为2.4328659 UA，离心率为0.189。